# NGC 4056
NGC 4056 (również PGC 38140) – galaktyka znajdująca się w gwiazdozbiorze Warkocza Bereniki. Odkrył ją Albert Marth 18 marca 1865 roku.